# ザ・スミス (アルバム)
『ザ・スミス』（The Smiths）は、イングランドのロック・バンド、ザ・スミスが1984年2月に発表した初のスタジオ・アルバム。

## 背景
1983年1月6日、ザ・スミスはモリッシー、ジョニー・マー、アンディ・ルーク、マイク・ジョイスの4人が揃った体制としては初のライヴを行い、同年5月13日にデビュー・シングル「ハンド・イン・グローヴ」をリリースした。そして夏には、元ザ・ティアドロップ・エクスプローズのトロイ・テイトをプロデューサーに迎えて本作のレコーディングに入るが、バンドはテイトの音作りに不満を持ち、9月にはプロデューサーがジョン・ポーターに交替した。なお、テイトがプロデュースした「プリティ・ガールズ・メイク・グレイヴズ」の初期ヴァージョンは、1987年にシングル「I Started Something I Couldn't Finish」のB面曲として発表されている。
「リール・アラウンド・ザ・ファウンティン」の歌詞の一部はシェラ・デラニー作の舞台劇『A Taste of Honey』からの引用で、作曲に関しては、ジョニー・マーが10代前半の頃に聴いたR&B歌手Jimmy Jonesのヒット曲「ハンディ・マン」のコード・チェンジにインスパイアされている。「サファー・リトル・チルドレン」は、1963年から1965年にかけてマンチェスター周辺で起きた連続殺人事件「ムーアズ殺人事件」を題材としている。
本作のリリースに先行して、「ジス・チャーミング・マン」は全英シングルチャートで25位、「ホワット・ディファレンス・ダズ・イット・メイク?」は同12位を記録した。ただし、「ジス・チャーミング・マン」は本作のイギリス初回盤LPには収録されなかった。
本作のジャケットは、1968年公開の映画『フレッシュ』出演時のジョー・ダレッサンドロの写真を引用している。

## 反響
全英アルバムチャートでは33週トップ100入りし、最高2位を記録。ニュージーランドでは1984年5月6日付のアルバム・チャートで初登場11位となり、翌週に9位を記録して、合計10週トップ50入りした。
本作リリース後、「ムーアズ殺人事件」の遺族の親戚が「サファー・リトル・チルドレン」を聴き、『Manchester Evening News』紙に苦情を寄稿したことから、一部の大手雑貨店で本作の発売が自粛されるというトラブルが起きた。しかし、モリッシーは遺族に手紙を書いて歌詞の真意を説明し、最終的には遺族の一人と親しくなっている。

## 評価・影響
Kurt Loderは1984年6月21日付の『ローリング・ストーン』誌で5点満点中4点を付け「モリッシーの作詞のスタンスはどちらかと言えば陰鬱だが、『ザ・スミス』は驚くほど温かみがあり楽しめる」と評した。なお、『ローリング・ストーン』誌は後に、本作を「1980年代のベスト・アルバム100」で22位、「オールタイム・グレイテスト・アルバム500」で473位、「オールタイム・ベスト・デビュー・アルバム100」で51位に挙げている。また、2013年10月23日付の『NME』誌で選出された「オールタイム・グレイテスト・アルバム500」では97位にランク・インした。
Stephen Thomas Erlewineはオールミュージックにおいて満点の5点を付け「シンセポップや陰鬱なポストパンクの時代が到来した頃に発表されたザ・スミスのデビュー作は、新時代の始まりの支柱となった」「『ザ・スミス』の音作りは些か素朴な感もあるが、楽曲は生命力に満ちて生々しく、ポップ・ミュージックにおける新しくユニークな音を開発している」と評している。
ポップマターズによる2014年の企画では、本作が「1980年代のオルタナティヴ・ロックの名盤12」の一つとして挙げられ、AJ Ramirezによって「疎外感、虐待、拒絶、思慕といった、モリッシーのキャリアを通じて何度も反復されるテーマが、この『ザ・スミス』では、ジョニー・マーの繊細なギター・ピッキングとジョン・ポーターの荒涼とした音作りにより、更なる鋭利さを与えられている」と評されている。
シアトル出身のバンド、プリティ・ガールズ・メイク・グレイヴスは、本作収録曲からバンド名を取った。

## 収録曲
全曲とも作詞はモリッシー、作曲はジョニー・マーによる。
1. リール・アラウンド・ザ・ファウンティン "Reel Around the Fountain" – 5:56
2. ユーヴ・ゴット・エヴリシング・ナウ "You've Got Everything Now" – 3:59
3. ミゼラブル・ライ "Miserable Lie" – 4:28
4. プリティ・ガールズ・メイク・グレイヴズ "Pretty Girls Make Graves" – 3:43
5. ザ・ハンド・ザット・ロックス・ザ・クレイドル "The Hand That Rocks the Cradle" – 4:38
6. ジス・チャーミング・マン "This Charming Man" – 2:43
7. スティル・イル "Still Ill" – 3:20
8. ハンド・イン・グローヴ "Hand in Glove" – 3:22
9. ホワット・ディファレンス・ダズ・イット・メイク? "What Difference Does It Make?" – 3:50
10. アイ・ドント・オウ・ユー・エニシング "I Don't Owe You Anything" – 4:04
11. サファー・リトル・チルドレン "Suffer Little Children" – 5:28

## 参加ミュージシャン
- モリッシー - ボーカル
- ジョニー・マー - ギター、ハーモニカ
- アンディ・ルーク - ベース
- マイク・ジョイス - ドラムス

アディショナル・ミュージシャン
- ポール・キャラック - ピアノ、オルガン (on "Reel Around the Fountain"、"You've Got Everything Now"、"I Don't Owe You Anything")
- Annalisa Jablonska - ボーカル (on "Pretty Girls Make Graves"、"Suffer Little Children")